# Ірхкаси
Ірхка́си (рос. Ирхкаси, чув. Йĕрĕхкасси) — присілок у Чувашії Російської Федерації, у складі Сятракасинського сільського поселення Моргауського району.
Населення — 26 осіб (2010; 20 в 2002, 28 в 1979; 82 в 1939, 78 в 1926, 110 в 1906).

## Історія
Утворений як околоток села Оточево. До 1866 року селяни мали статус державних, займались землеробством, тваринництвом. До 1926 року присілок перебував у складі Шатьмінської, Абашевської, Тінсаринської та Чувасько-Сорминської волостей Ядрінського, а до 1927 року — у складі Акрамовської волості Чебоксарського повіту. 1927 року присілок переданий до складу Татаркасинського, 1935 року — до складу Ішлейського, 1944 року — до складу Моргауського, 1959 року — до складу Сундирського, 1962 року — до складу Чебоксарського, 1964 року — повернутий до складу Моргауського району.